# Арсо Јовановић
Арсо Јовановић (Завала, код Подгорице, 24. март 1907 — Вршац, 12. август 1948) био је учесник Народноослободилачке борбе и генерал-пуковник ЈА. У периоду од јануара 1942. до марта 1945. обављао је дужност начелника Врховног штаба НОВ и ПОЈ, а од марта до септембра 1945. био је први Начелник Генералштаба ЈА.
Након завршене гимназије у Подгорици, 1925. уписао је Нижу школу Војне академије у Београду. Након завршеног школовања, 1928. постављен је за командира вода у 10. пешадијском пуку у Сарајеву. Од 1932. до 1934. школовао се на Вишој школи Војне академије, након чега је био командир питомачке чете у Школи резервних пешадијских официра у Сарајеву. Године 1939. објавио је књигу Тактика пјешадијског батаљона, а новембра исте године примљен на двогодишњи Допунски течај Више школе Војне академије. Новембра 1940. примљен је за приправника за генералштабну струку и преведен на припрему у Главни генералштаб.
У току Априлског рата 1941. командовао је Ђачким батаљоном са којим је у околини Сарајева водио борбе против усташких група. Након окупације, вратио се у родни крај. Посредством заједничког рођака, повезао се са Блажом Јовановићем, руководиоцем Војне комисије при Покрајинском комитету КПЈ за Црну Гору, Боку и Санџак, после чега се укључио у припреме за организовање устанка. Активно је учествовао у Тринаестојулском устанку, а 18. јула 1941. постављен је за команданта Привремене врховне команде устаничких трупа Црне Горе, Боке и Санџака. У току устанка примљен је у чланство Комунистичке партије Југославије (КПЈ).
Новембра 1941. постављен је за команданта Црногорског НОП одреда за операције у Санџаку са којим је 1. децембра 1941. учествовао у неуспелом нападу на Пљевља. Јануара 1942. постављен је за начелника Врховног штаба НОП одреда Југославије и на овој дужности је остао до краја рата. Активно је учествовао у командовању партизанским јединицама током Друге и Треће непријатељске офанзиве, почетком и средином 1942, као и током похода пролетерских бригада у Босанску крајину. Такође, дао је велики допринос у формирању Народноослободилачке војске (НОВЈ) и првих дивизија и корпуса.
Новембра 1942, заједно са групом партизанских војних руководилаца, упућен је у Словенију, са задатком да изврши реорганизацију тамошњих партизанских снага. Током одсуства из Врховног штаба замењивао га је капетан Велимир Терзић. Марта 1943. вратио се из Словеније, али услед Четврте и Пете непријатељске офанзиве није могао да се повеже са Врховним штабом, па је боравио у Босанској крајини са Петом крајишком дивизијом. Јула 1943. повезао се са Врховним штабом, а у међувремену је у мају унапређен у генерал-мајора НОВЈ.
Од септембра 1943. до маја 1944. боравио је са Врховним штабом на ослобођеној територији Босанске крајине, а након немачког десанта на Дрвар и краћег задржавања у Барију, прешао је на Вис. Половином октобра 1944, са делом Врховног штаба, пребацио на ослобођену територију западне Србије и потом ослобођени Београд, одакле је учествовао у командовању операцијама за даље ослобођење земље, као и разговорима са представницима савезничких мисија око војне помоћи. Крајем децембра 1944, предводио је делегацију НОВЈ, која је у посети Совјетском Савезу боравила до фебруара 1945. године. Реорганизацијом НОВЈ у Југословенску армију, 1. марта 1945. постао је први Начелник Генералштаба ЈА и ову дужност обављао до септембра исте године. Марта 1946. налазио се у групи официра ЈА који су отишли на школовање у Москву. Након завршене Више војне академије „Ворошилов”, јуна 1948. вратио се у Југославију.
Након објављивања Резолуције Информбироа о стању у Комунистичкој партији Југославије, крајем јуна 1948, подржао је ставове изнете у Резолуцији. Потом је заједно са пуковником Владом Дапчевићем и генералом Бранком Петричевићем, одлучио да пребегне у Румунију. Под изговором да иду у лов, увече 11. августа 1948, покушали су да илегално пређу преко југословенско-румунске границе. Бекство је осујећено наиласком на граничну патролу и том приликом је погинуо заједно са водичем, управником државног пољопривредног добра у Сочици Светоликом Арбајцем.
Носилац је Партизанске споменице 1941. и других југословенских одликовања, као и два висока совјетска одликовања.

## Биографија

### Рођење и младост
Рођен је 24. марта 1907. у селу Завала, код Подгорице. Потицао је из племена Пипери, једног од Седморо брда. Његови родитељи, отац Радивоје и мајка Зорка, рођена Петровић, имали су поред њега још три ћерке — Драгу, Раку и Миљушу. Отац Радивоје Лакићев био је учесник Балканских и Првог светског рата. Као тешко рањен у главу, од којих је последица ослепео, након Мојковачке битке се вратио кући, где је умро 1917. године. Током аустроугарске окупације, њихова кућа била је стално на мети окупатора, због чега је неколико пута пљачкана, а на крају и запаљена. У страху да окупатори из освете не убију Арса, сестре и блиску рођаци су га скривали по пиперским пећинама.

### Школовање и војна служба 1925—1938.
Упркос тешким материјалним приликама, у поратном периоду, мајка Зорка је успела да ћеркама обезбеди основно, а сину средње образовање. Уз помоћ, мајчиних рођака, код којих је становао у Подгорици, завршио је тамошњу гимназију. Иако је размишљао да упише права, након конкурса за пријем до 380 питомаца у 53. класу Ниже војне академије, објављеног у Службеном војном листу, марта 1925. определио се за војни позив. Схватајући ово као јединствену прилику за бесплатним образовањем, заједно са још девет школских другова се јавио на конкурс. На Нижој школи Војне академије у Београду школовао се од 1. октобра 1925. до 1. априла 1928. године. Са одличним оценама из свих предмета, био је 12 на ранг листи, а 22 у целој класи од 358 питомаца. По завршетку школовања добио је чин пешадијског потпоручника, а након чега је постављен за водника (командир вода) у 10. пешадијском пуку у Сарајеву, седишту босанске дивизијске области.
У пролеће 1930, након завршене 55. класе Ниже школе Војне академије, у Сарајево је дошао потпоручник Павле Ђуришић, са којим се Арсо брзо зближио и био добар друг. У јесен 1932. уписао је Вишу школу Војне академије, коју је завршио 1934. године. Током двогодишњег школовања изучавао ратне вештине на три нивоа — решавање задатака из тактике и оператике, учешће у командантским путовањима широм националног ратишта, изучавање војне историје и географије. Унапређен у чин поручника, вратио се у Сарајево, на дужност командира питомачке чете у Школи резервних пешадијских официра. Како је Ђуришић током Арсовог школовања био прекомандован у Беране, Арсо је након повратка у Сарајево почео да се дружи са потпоручницима Милованом Шарановићем и Пером Ћетковићем. На слави 10. пешадијског „таковског” пука, за Цвети 1935, Арсо је као најбољи водник у пуку одликован Златном медаљом за ревносну службу.

### Војна служба 1939—1941.
Током рада са питомцима Школе резервних официра, углавном студентима, био је веома професионалан, али је умео да стане иза својих питомаца, брани њихово достојанство и заштити их од малтретирања претпостављених. Овакав начин рада створио му је велики углед код питомаца, који су га ценили као образованог официра и културног и достојанственог човека. Иако добар официр, Арсо је био дубоко незадовољан стањем у Југословенској војсци, јер је официрски кор био подељен на англофиле, русофиле и германофиле. Чин капетана добио је 18. јануара 1938, а у чин капетана прве класе унапређен је 20. децембра исте године. Потом је наредне године постављен на дужност команданта Школског батаљона у Пешадијској школи активних официра. Ова дужност сматрана је привилегијом и добром препоруком за уздизање, јер је био командант вежби, које су биле круна обуке, а нарочито тактичке вежбе с бојним гађањима (ТВБГ), уз учешће артиљерије и авијације. Током 1939. објавио је књигу Тактика пјешадијског батаљона, а у новембру био примљен на Допунски течај Више школе Војне академије, који је завршио 1940. године.
У време школовања на Допунском течају, сматрајући да ће након његовог завршетка бити прекомандован у Главни генералштаб, своју породицу је преселио у Београд, у Голсвортијеву улицу. Током школске 1939/40. изучавао је све новитет у војној науци, посебно наоружање и ратну технику и њихову примену у Шпанском грађанком рату, италијанској инвазији у Албанији, Грчко-италијанском рату и Другом светском рату, који је почео септембра 1939. нападом Трећег рајха на Пољску. Како су режими у Краљевини Мађарској, Краљевини Румунији и Краљевини Бугарској почели да пактирају са Хитлером, све више се осећало да ће рат бити неизбежан и за Краљевину Југославију. О неизбежности рата, као и о спремности Југословенске војске за отпор, Арсо и његов колега Милутин Шушовић разговарали су са својим наставником и генералштабним бригадним генералом Миланом Зелеником, бившим официром Аустроугарске војске, који је завршио Ратну школу у Бечу, а у Југословенској војсци био цењен као истакнути војни аналитичар. Као добар познавалац ратне доктрине Вермахта, Зеленика је двојици млађих колега рекао да је напад на Југославију неминовност и да му се треба супротставити свим снагама, са оним делом народа који је спреман да се бори.
Поред Зеленике, о могућем рату, Арсо је разговарао са бригадним генералом Љубом Новаковићем, који је у пролеће 1940. именован за команданта Зетске дивизијске области. Како је од раније био близак са Новаковићем, позвао га је у свој дом, где су разговарали. Током разговора, Новаковић је изразио спремност да са трупама, којима ће командовати у Црној Гори, брани домовину, уверен да ће се хиљаде младих одлучно одупрети агресији из скадарског правца и да ће у офанзивној операцији пробити до Валоне. Арсо је дубоко веровао у Новаковићеве ставове и сматрао да ће официри и подофицири, који су васпитани на традицијама ослободилачких ратова, јуначки борити.
Новембра 1940. решењем министра војног Петра Пешића, а на основу предлога управника Војне академије Марка Михаиловића и мишљења Генералштабне комисије, заједно са тројицом свршених слушалаца Више ваздухопловне ратне школе у Паризу и двадесетчетворицом слушалаца Допунског течаја у Београду, Арсо је примљен за приправника за генералштабну струку и преведен на припрему у Главни генералштаб. Заједно са њим тада су примљена и двојица његових саплеменика из Пипера — пешадијски капетан Милутин Шушовић и артиљеријски капетан Јовица Бољевић. У складу са Уредбом о Главном генералштабу и генералштабној струци, одабрани официри су требало да у својству приправника остану 14 месеци, од којих два у командама војних округа на пословима мобилизације. Програм припрема реализовао се под непосредним руководством начелника Оперативног одељења дивизијског генерала Радивоја Јанковића Да није дошло до почетка Другог светског рата у Југославији, Арсо и други приправници би након 14 месеци припреме, добили још два месеца за спремање коначних испита из тактике, стратегије и генералштабне струке. Према Закону о устројству Војске и Морнарице требало је да 1. априла 1942. буде унапређен у чин пешадијског мајора, али је услед ратних околности, Указом о првим официрским чиновима у НОВЈ 1. маја 1943, као начелник Врховног штаба НОВ и ПОЈ, унапређен у чин генерал-мајора НОВЈ.

### Априлски рат и окупација
Приступање Краљевине Југославије Тројном пакту, које је потписала Влада Цветковић-Мачек, изазвала је оштре реакције официра Југословенске војске, који су 27. марта 1941. извели војни пуч. Овим чином, поред Владе, збачен је и кнез-намесник Павле Карађорђевић, а малолетни краљ Петар II доведен на престо. Одмах након војног пуча, Арсо се нашао у групи генералштабних официра, који су по наређењу генерала Милутина Николића радили на детаљној разради неких елемената раније усвојеног ратног плана „Р-41”. Готово даноноћно од 28. марта до 4. априла радио је на ратном плану, а 5. априла је отишао у Сарајево, где је према ратном распореду требао да прими команду над Ђачким батаљоном. Овај батаљон био је подређен Другој Групи армија генерала Драгослава Миљковића. Имао је задатак да дејствује на правцу Сарајево—Травник.
Сутрадан по његовом доласку, 6. априла 1941. почето је општи напад Сила осовине на Југославију. Како није могао да ступи у контакт са јединицом, ставио се на располагање Команди одбране Сарајева, где је предводио јединице које су град штитиле од усташких група и обезбеђивале железнички транспорт према југу. Тек 14. априла успео је да ступи у контакт са Ђачким батаљоном, а након преузимања команде кренуо је у помоћ разбијеним деловима Четврте армије генерала Петра Недељковића. Сутрадан 15. априла, стигли су у рејон Травника, непрекидно тукући се са усташким групама. Истог дана, наступајући са истока, од Зворника ушла је немачка 16. моторизована, а увече након сламања отпора јединица Југословенске војске, код Добоја и 14. оклопна дивизија. Истог дана, краљ и чланови Владе генерала Симовића напустили су земљу, а сутрадан генерал Радивоје Јанковић и Александар Цинцар Марковић потписали су капитулацију Југословенске војске. Након слома фронта код Сарајева и вести о капитулацији, не желећи да се преда окупатору, запутио се са групом официра ка Никшићу и Подгорици.
Након окупације, у родној Завали окупила се читава његова породица. Иако окружен породицом, Арсо је био потиштен због брзе пропасти војске и окупације. Размишљао је о неизвесној судбини његових ћерки и подсећао се тешких дана свог одрастања током аустроугарске окупације. Често се сећао речи генерала Зеленике да изгубљена битка, не значи и изгубљени рат и настојао да се повеже са другим официрима из Пипера. Кретао се опрезно, како не би привукао на себе пажњу италијанских окупатора и састајао са поверљивим људима. У дому Милоша Тодоровића, официра бивше Црногорске војске, у селу Мрке, сусрео се са двојицом потпоручника, са којима је разговарао о разлозима за брзу капитулацију. Током расправе, причало се о издаји, а они су почели да алудирају и на његову личну одговорност, пошто је био генералштабни официр. Потпоручници су га потом убеђивали да ће уколико Немачка нападне Совјетски Савез, Црвена армија брзо доћи до Берлина. Арсо није прихватао такво мишљење, али се том приликом повезао са домаћиновим сином Војином Тодоровићем, студентом права и чланом Комунистичке партије.
Посредством заједничког рођака, крајем јуна 1941. у Вељем Брду се сусрео са Блажом Јовановићем, руководиоцем Војне комисије при Покрајинским комитету КПЈ за Црну Гору, Боку и Санџак. Разговарали су Априлском рату и разлозима брзе пропасти Краљевине Југославије, о околностима насталим након напада на Совјетски Савез, као и о припремама за оружани устанак. Током разговора, Арсо се распитивао о судбини официра родом из Куча, Бјелопавлића, Зете и Љешљанске нахије, а од Блажа је сазнао да се на вези са комунистима већ налазе официри — Васо Вукичевић, Велимир Терзић, Перо Ћетковић, Јован Вукотић, Ђорђије Лашић, Павле Ђуришић и др. Потом су разговарали о групи официра из Пипера и Куча, као и могућности њиховог повезивања и укључивању у предстојећу борбу против окупатора. Тада је договорено да Арсо напише писмо својим пријатељима и поузданим колегама из војних школа и службе, које ће партијски курири однети на означене адресе.

### Устанак у Црној Гори 1941.
Као генералштабни официр, Арсо Јовановић одмах је укључен у припреме за организовање устанка у Црној Гори. Према инструкцијама Војног комитета Покрајинског комитета КПЈ за Црну Гору, Боку и Санџак, заједно са мајором Вукчевићем и капетаном Терзићем, радио је на изради документа о начину војног организовања и извођењу будућих борбених дејстава. Својим генералштабним знањем знатно је утицао да ова група, на основу анализе војно-политичке ситуације у Црној Гори, формулише своју замисао — у погодном тренутку подићи читав народ на оружани устанак; устанак би почео изненада и истовремено на читавој територији Црне Горе нападом на непријатељске гарнизоне како би отежао маневар окупаторских трупа; формирати устаничке чете, батаљоне и бригаде по угледу на организацију Црногорске војске из 1916. године. Овај „официрски концепт” подразумевао је темељне и трајније припреме устаничке војске, али се комунистима журило у устанак, због позива Коминтерне на помоћ Совјетском Савезу, након напада Сила Осовине.
Од 13. јула 1941, када је избио Тринаестојулски устанак у Црној Гори, налазио се на положајима устаничких чета из Пипера, Љешљана, Бејлопавлића, Куча, Жећана. Обилазећи устаничке положаје, сусрео је велики број официра бивше Југословенске војске, који су се укључили у устанак — на Крњичкој Каменци мајора Васа Вукчевића; на прилазима блокираног Даниловграда мајора Милована Лековића, капетана Петра Шалетића и поручника Милована Шарановића; код Подгорице капетане Велимира Терзића и Божа Лазаревића и поручнике Дукљана Вукотића и Петра Радевића. Мало ко од 400 активних официра и подофицира из Црне Горе, који су се након Априлског рата вратили у завичај, изостао је из Тринаестојулског устанка. Као човек од поверења Покрајинског комитета КПЈ, Арсо је најпре био војни саветник, а 18. јула 1941. када је формирана Привремена врховна команда националноослободилачких трупа за Црну Гору, Боку и Санџак постављен је за њеног команданта, чиме је постао командант свих устаничких трупа. На дужности политичког комесара Привремене врховне команде налазио се делегат ЦК КПЈ Милован Ђилас, а чланови су били — политички секретар ПК КПЈ Божо Љумовић, организациони секретар ПК КПЈ Блажо Јовановић, секретар ПК СКОЈ Будо Томовић, секретар ОК КПЈ за Цетиње Бајо Секулић. Пре одлуке да Арсо буде командант устаничких трупа, Милован Ђилас и Блажо Јовановић, по Арсовом наговору, разговарали су са пуковником Бајом Станишићем, али је он одбио да буде командант и предложио Арса. Након Станишићевог одбијања, Арсо је предложио старијег по чину, генералштабног мајора Ђорђија Лашића, али се он налазио предалеко, са устаницима код Андријевице, па је избор пао на Јовановића.
Након постављања на командантску дужност, понет оптимизмом устаничких маса, израдио је план ослобођења Подгорице, али је убрзо дошло до контраофанзиве италијанских снага, под командом генерала Пирциа Биролија. У налету борбених кола и казнених експедиција, распали су се устанички положаји око Подгорице, па је 25. јула 1941, заједно са Милованом Ђиласом, пошао ка васојевићким устаницима. Тада се сусрео са официрима Андријом Весковићем, Ђорђијем Лашићем и Павлом Ђуришићем и са њима се потпуно и заувек разишао око питања пружања одлучног отпора окупаторским нападним колонама. Након слома устанка, дошао је у Радовче, код Подгорице, где се налазила Привремена врховна команда. Веома емотивно је доживео слом устанка услед италијанске офанзиве, током које је било ангажовано 130.000 војника. У току устаничких дана, јула 1941, на препоруку Покрајинског комитета КПЈ за Црну Гору, Боку и Санџак примљен је у чланство Комунистичке партије Југославије (КПЈ).
После слома устанка, ангажовао се на реорганизацији устаничких јединица. Како би народу показао да устаничке јединице и даље постоје, предложио је Миловану Ђиласу и Божу Љумовићу извођење једне озбиљније оружане акције, која би одјекнула и поново дигла на ноге Црну Гору. Детаљно је испланирао акцију на Јелином Дубу, али је у међувремену 14. октобра, заједно са Митром Бакићем пошао у Ужице на реферисање Врховном штабу НОПОЈ. На путу за Ужице, придружили су им се чланови прве савезничке војне мисије, у којој су били капетан Бил Хадсон и мајори Захарије Остојић. Након пет дана путовања стигли су у Ужице, где су добили вест о успешно извршеној акцији црногорских партизана на Јелином Дубу 18. октобра 1941. године. Током разговора са Врховним командантом НОПОЈ Јосипом Брозом Титом договорено је да се формира један јачи црногорски одред (јачине 2.500—3.000), који би прешао у Србију и помогао тамошњим партизанима у борбама које су вођене током Прве непријатељске офанзиве.

Заједно са Јовановићем, у Црну Гору је из Ужица пошао Иван Милутиновић, нови делегат ЦК КПЈ и Врховног штаба, који је требало да замени Милована Ђиласа. Одмах по доласку, Милутиновић је 24. октобра 1941. извршио реорганизацију Привремене врховне команде и по одлукама саветовања у Столицама формирао Главни штаб НОП одреда Црне Горе и Боке. Нови командант Главног штаба био је Милутиновић, а Арсо је преузео дужност начелника Главног штаба. Након формирања Главног штаба, отпочео је рад на организовању Црногорског НОП одреда за операције у Санџаку, који је формиран 15. новембра 1941. године. Овај одред, састављен од девет батаљона и 34 чете, имао је 3.690 бораца. Командант Главног штаба размишљао је првобитно да команду над овим одредом препусти бившем шпанском добровољцу Пеку Дапчевићу, али се због озбиљности операције ипак определио за Арса Јовановића. Поред команданта, Штаб Одреда сачињавали су политички комесар Бајо Секулић, заменик команданта Радован Вукановић и заменик политичког комесара Бошко Ђуричковић.
После формирања одреда, почео је марш-маневар батаљона, који су се налазили у разним крајевима Црне Горе. До 26. новембра сви батаљони су се окупили у рејону села Његувођа, код Жабљака, одакле су кренули ка Пљевљима. Штаб Црногорско-санџачког одреда донео је сутрадан одлуку о нападу на Пљевља, у складу са предлогом Главног штаба НОПО Црне Горе и Боке да се пре слања одреда у западну Србију изврше напади на окупаторске гарнизоне у Пљевљима и Прибоју, надајући се богатом ратном плену. Напад на Пљевља, у коме се налазила команда Пете алпске дивизије „Пустерија”, извршен је 1. децембра 1941. године. У току напада Арсо је командовао Источном групом батаљона, коју су сачињавали Комски и Језеро-горански батаљон. Град је био скоро освојен, али је силовит италијански противнапад, приморао партизане да се повуку. У неуспелом нападу, Црногорски НОП одред имао је 237 мртвих и 270 рањених бораца. Након напада, јединице одреда су се повукле од Пљеваља и од пута Пљевља—Пријепоље. Неуспех у нападу на Пљевља и велики губици, као и вести о немачкој офанзиви у Србији, губитку слободне територије у западној Србији и повлачењу главнине партизанских снага, неповољно су утицали на велик број бораца Црногорско-санџачког одреда, који су одлучили да се врате у своје крајеве, па је у одреду остало само 700 бораца.

### У Врховном штабу 1941—1942.
Након сазнања о неуспеху црногорских партизана приликом напада на Пљевља, Врховни штаб НОП одреда Југославије позвао је Арса на реферисање. У Дренову, код Пријепоља, где се налазио Врховни штаб, стигао је 12. децембра. Током разговора са Врховним командантом Јосипом Брозом Титом, поднео је усмени извештај о неуспелом нападу на Пљевља и стању у Црногорском НОП одреду, након чега је добио задатак да део својих снага, који су се налазиле око Пљеваља, упути на десну обалу Лима у рејон источно од Пријепоља, како би тамо, са партизанским јединицама из Србије, блокирале тамошњи италијански гарнизон и евентуално га заузеле. Штаб италијанске дивизије „Пустерија”, након напада на Пљевља, повукао је своје посаде из низа места у југоисточној Босни и Санџаку и груписао их у већим гарнизонима у Пљевљима, Пријепољу, Прибоју и Вишеграду, док је места из којих се повукао предао четницима. Врховни штаб НОПОЈ тада је донео одлуку да своје јединице пребаци на простор који су Италијани напустили, па је наредио Арси Јовановићу да ослободи Рудо. Предводећи борце батаљона „18. октобар”, без борбе је 17. децембра 1941. заузео Рудо, из кога су се под налетом партизанских снага повукли четници. Два дана потом, у Рудо је стигао Врховни штаб, а 21. децембра 1941. у њему је формирана прва партизанска бригада — Прва пролетерска народноослободилачка ударна бригада. Одлука о формирању бригаде донета је 7. децембра 1941. на седници Политбироа ЦК КПЈ у Дренови, а на њеној реализацији, након ослобођења Рудог, радили су Арсо и његов друг, капетан Перо Ћетковић. Они су детаљно разрадили организацију и формацију прве партизанске оперативне јединице. У састав новоформиране бригаде ушле су јединице из Црногорског НОП одреда, па је он био расформиран. Арсо је тада задржан у Врховном штабу, где је био предвиђен за дужност начелника Штаба.
Након формирања прве партизанске бригаде, као и плана за формирање других бригада, у Врховном штабу јавила се потреба за оперативним официром, чији би задатак био да прикупља податке, анализира ситуацију, предлаже одлуке и усвојено доследно спроводи. Партизанска војска оскудевала је у образованом официрском кадру, па је Тито одлучио да на ову функцију именује генералштабног официра Арса Јовановића. Иако сам веома скромног војног образовања, Тито га је још приликом првог сусрета у Ужицу, проценио као дисциплинованог официра са високим војним образовањем, спремног за преузимање високе војне дужности. Привремену команду над новоформираном бригадом, имао је Врховни штаб, који је 24. децембра Арса и политичког комесара бригаде Филипа Кљајића упутио да са Првом пролетерском крену ка Романији, где су се повезали са Романијским одредом. Током боравка у Подроманији, у бригаду је дошао Коча Поповић који је потом преузео команду над бригадом. Током боравка на Јахорини, Врховни командант је 22. јануара 1942. Арса званично именовао за начелника Врховног штаба НОП и ДВЈ. Убрзо потом, након добијања вести о ослобођењу Фоче, Врховни штаб прелази у ово место из кога је наредна четири и по месеца било центар слободне територије, са које се руководило Народноослободилачком борбом.
Током постојања Фочанске републике Арсо је даноноћно радио на спровођењу одлука највишег и војно-политичког руководства Народноослободилачког покрета (НОП), као и усмеравању борбених акција партизанских јединица. Упоредо са овим, радио је и на изради разних значајних војних докумената, међу којима је и Статут пролетерских бригада. Писао је предлоге текстова о војној дисциплини, организацији, формацији и субординацији јединица. Почетком фебруара 1942. радио је на изради формације Главне интендантуре, а потом на изради наређења за мобилизацију војних обвезника и упутства за одбрану слободне територије и обезбеђење мира у позадини. Организовао је и усмеравао борбена дејства седам одреда Добровољачке војске Југославије и предлагао команданте и начелнике Штабова ових одреда. Из фочанског периода Врховног штаба сачувано је 97 докумената које је писао, од којих се истиче наређење за обавезно извођење војностручне наставе, са посебном обавезом обуке штабова на свим нивоима. Током војностручне наставе вршена је обука у руковању немачким и италијанским аутоматским наоружањем, организовање курсева прве помоћи за болничарке и бојних гађања за борце из омладинских чета и др.

### Послератни период и погибија
После ослобођења Југославије, Арсо Јовановић се налази на функцији Начелника Генералштаба Југословенске армије (ЈА). Марта 1946. налазио се у групи официра ЈА који су отишли на школовање у Москву. Док је био на школовању заједно са Пеком Дапчевићем 16. децембра 1947. године, унапређен је у чин генерал-пуковника. Након завршене Више војне академије „Ворошилов”, јуна 1948. вратио се у Југославију и постављен је на место начелника Више војне академије ЈА. После доношења Резолуције Информбироа, Арсо се изјаснио за Резолуцију и заједно са пуковником Владом Дапчевићем и генералом Бранком Петричевићем, решио је да побегне у НР Румунију. Под изговором да иду у лов, увече 11. августа 1948. године, покушали су да пребегну преко југословенско-румунске границе, али је бекство осујећено наиласком на граничну патролу. Том приликом су погинули Арсо Јовановић и њихов водич, управник државног пољопривредног добра Светолик Арбајац. Генерал Петричевић се вратио у Београд, где је пробао да представи догађај као ловачки излет, али је убрзо ухапшен.
У народу је постојала снажна сумња у овакав сценарио, па су се могле чути различите друге верзије овог догађаја, које су доводиле у питању званичну.
Носилац Партизанске споменице 1941. и више других високих југословенских одликовања, међу којима су — Орден југословенске заставе првог реда, два Ордена партизанске звезде првог реда, Орден заслуга за народ првог реда, Орден братства и јединства првог реда и два Ордена за храброст. Носилац је и совјетских Ордена Суворова првог степена и Ордена Кутузова. Од одликовања Краљевине Југославије, носилац је Ордена југословенске круне петог реда и Златне медаље за ревносну службу.
Бавио се војном публицистиком и осим књиге Тактика пјешадијског батаљона из 1939. године, написао је преко 30 стручних радова, од чега чак 17 током Народноослободилачког рата.
Од 1934. био је у браку са Ксенијом Сенком, пореклом из трговачке породице Вујић из Никшића, која је у Сарајеву радила као чиновник. У овом браку су рођене две ћерке — Убавка, рођена 1936. у Сарајеву и Зорка Зоја, рођена 1940. у Београду. Сестра Миљуша Јовановић (1917—1991), била је такође учесница Народноослободилачког рата од 1941, а касније је као присталица Информбироа била затварана у затвору на Светом Гргуру.

## Фото-галерија
- Арсо Јовановић, први слева, Иван Милутиновић и Митар Бакић, 1942.
- Арсо Јовановић (трећи с лева) са војним и политичким руководиоцима НОВ и ПОЈ, 1942.
- Арсо Јовановић (четврти с десна) на Другом конгресу УСАОЈ 1944.
- Фелдмаршал Харолд Александер и Арсо Јовановић у разговору у Београду, 1945.
- Партизанска споменица 1941.